# Beschussamt (Österreich)
Die Beschussämter  in Österreich haben laut Beschußgesetz 1951 (Bundesgesetz über die obligatorische Erprobung aller Handfeuerwaffen und Patronen) die Beschussprüfung von Handfeuerwaffen und Patronen durchzuführen. Dieses dient der Sicherheit für den Umgang mit selbigen. Die erfolgte Prüfung wird durch Anbringen eines amtlichen Beschusszeichens an der Waffe bzw. durch ein Prüfzeichen auf den Packungen für Patronen gekennzeichnet.
Die beiden Beschussämter sind in Wien und Ferlach ansässig.
Die Beschussämter in Österreich sind Dienststellen des Bundesministeriums für Wirtschaft, Energie und Tourismus.

## Beschussinformationen
- Beschussamt Ferlach
- Beschussamt Wien

Auf jeder Handfeuerwaffe, auf jedem einzeln zum Beschuss vorgelegten höchstbeanspruchten Teil und bei Revolvern auf dem Rahmen neben den Beschusszeichen ist das Kennzeichen für Monat und Jahr einmal deutlich sichtbar anzubringen. Die Angabe von Monat und Jahr kann auch in kodierter Form gemäß nachstehender Tabellen erfolgen (§ 19):
| Buchstabe | Monat     |
| --------- | --------- |
| E         | Jänner    |
| L         | Februar   |
| N         | März      |
| B         | April     |
| S         | Mai       |
| Z         | Juni      |
| G         | Juli      |
| P         | August    |
| I         | September |
| C         | Oktober   |
| V         | November  |
| A         | Dezember  |

| Buchstabe | Jahreszahl |
| --------- | ---------- |
| O         | 0          |
| W         | 1          |
| K         | 2          |
| R         | 3          |
| F         | 4          |
| M         | 5          |
| H         | 6          |
| Y         | 7          |
| T         | 8          |
| D         | 9          |